# Duostatin 5
É uma droga derivada da dolastatina 10, isolada do molusco Dolabella auricularia, uma lebre marinha, no Oceano Índico em 1987. A dolastatina 10 fez sucesso pela sua potente ação antitumoral maior que os antitumorais conhecidos, mas um grande problema encontrado foi a sua toxicidade fazendo os ensaios clínicos pararem na fase II, com isso foi feito a substituição de vários grupos funcionais criando novos derivados, entre eles a Duostatina 5.  O duostatin 5 é muito utilizado conjugado com um anticorpo monoclonal, aumentando a especificidade, diminuindo os efeitos tóxicos e melhorando a janela terapêutica. O seu mecanismo de ação é a inibição da divisão celular pelo bloqueio da polimerização da tubulina, levando a célula a apoptose. Vários conjugados anticorpo-droga baseados em duostatina 5 combinados com trastuzumabe e anticorpos anti-CD38 estão em ensaios clínicos de fase I/II.
É classificada como um penta peptídeo pela presença dos aminoácidos (S)-dolavalina, valina, dolaisoleucina, dolaproína e (S)-dolafenina, uma amina primária peculiar possivelmente derivada da fenilalanina.